# Annick Alane
Pour les articles homonymes, voir Alane et Boyet.
Annick Alane, née Annick Boyet le 5 septembre 1925 à Carnac (Morbihan) et morte le 28 octobre 2019 à Paris 18e,, est une actrice française.

## Biographie

### Formation et débuts
Formée au cours Simon, Annick Alane débute à 26 ans sur la scène du théâtre Michel à Paris dans la comédie Une nuit à Megève de Jean de Letraz.
En 1956, elle tourne son premier film, Les Truands de Carlo Rim. En 1960, elle apparaît pour la première fois à la télévision dans un épisode de la série policière Les Cinq Dernières Minutes de Claude Loursais.

### Carrière
Annick Alane est apparue dans trente-quatre longs-métrages, dont de nombreux succès comme Hibernatus (1969), La Gifle (1974), Pour la peau d'un flic (1981) et Trois hommes et un couffin (1985), ainsi que dans quantité de séries télévisées dont L'Homme du Picardie (1968), Pause Café (1981), Maguy (1987), Le Comte de Monte-Cristo (1998), Louis la Brocante (2004) et Joséphine, ange gardien (2008).
Mais c'est surtout au théâtre qu'elle se distingue. Membre de la troupe de Jacques Fabbri dans les années 1960, elle est au cours de sa carrière à l'affiche de plus de 50 pièces, dont dix-sept enregistrées dans le cadre d'Au théâtre ce soir. Elle se verra décerner à deux reprises le Molière de la comédienne dans un second rôle, en 1993 et 2000, respectivement pour les pièces Tailleur pour dames et La Chatte sur un toit brûlant, ainsi que deux autres nominations.

### Mort
Annick Alane meurt le 28 octobre 2019 à Paris. Ses obsèques sont célébrées le 31 octobre en l'église Saint-Roch, la paroisse parisienne de l'Aumônerie des artistes. Elle est inhumée au cimetière parisien de Bagneux (division 81).

### Vie privée
Annick Alane est la mère des comédiens Valérie et Bernard Alane.

## Théâtre
- 1951 : Une nuit à Megève de Jean de Letraz, mise en scène Parisys, théâtre Michel
- 1955 : Le Quai Conti de Guillaume Hanoteau, mise en scène René Dupuy, théâtre Gramont
- 1960 : Génousie de René de Obaldia, mise en scène Roger Mollien, TNP théâtre Récamier
- 1961 : Les Joyeuses Commères de Windsor de William Shakespeare, mise en scène Guy Lauzin, théâtre du Casino d'Enghien-les-Bains
- 1962 : Les Bois du colonel de Claude des Presles, mise en scène Angelo Bardi, Conservatoire national supérieur d'art dramatique
- 1962 : Les Joyeuses Commères de Windsor de William Shakespeare, mise en scène Guy Lauzin, théâtre de l'Ambigu
- 1963 : La Grande Oreille de Pierre-Aristide Bréal, mise en scène Jacques Fabbri, théâtre de Paris
- 1963 : Les Femmes savantes de Molière, mise en scène Gilles Léger, théâtre de l'Ambigu
- 1964 : L'Aquarium d'Aldo Nicolaï, mise en scène Jacques Fabbri, théâtre de Paris puis théâtre des Célestins
- 1965 : La Grande Oreille de Pierre-Aristide Bréal, mise en scène Jacques Fabbri, théâtre de Paris
- 1965 : L'Envers d'une conspiration d'Alexandre Dumas, mise en scène Jacques Fabbri, théâtre de Paris
- 1965 : Je veux voir Mioussov de Valentin Kataiev, mise en scène Jacques Fabbri, théâtre des Nouveautés
- 1968 : Les Hussards de Pierre-Aristide Bréal, mise en scène Jacques Fabbri, théâtre de Paris
- 1972 : Huit Femmes de Robert Thomas, mise en scène Jean Le Poulain, théâtre de la Madeleine
- 1974 : Et à la fin était le bang de René de Obaldia, mise en scène Pierre Franck, théâtre de l'Atelier
- 1975 : Les Secrets de la Comédie humaine de Félicien Marceau, mise en scène Paul-Émile Deiber, théâtre du Palais-Royal
- 1975 : L'Autre Valse de Françoise Dorin, mise en scène Michel Roux, théâtre des Variétés
- 1977 : Féfé de Broadway de Jean Poiret, mise en scène Pierre Mondy, théâtre des Variétés
- 1979 : Je veux voir Mioussov de Valentin Kataiev, adaptation Marc-Gilbert Sauvajon, mise en scène Jacques Fabbri, théâtre du Palais-Royal
- 1981 : Pauvre France ! de Sam Bobrick et Ron Clark, adaptation Jean Cau, mise en scène Michel Roux, théâtre du Palais-Royal
- 1985 : Chacun sa vérité de Luigi Pirandello, mise en scène Jean Meyer, théâtre des Célestins
- 1986 : Les Dégourdis de la 11e d'André Mouëzy-Éon, mise en scène Jacques Rosny, théâtre des Variétés
- 1988 : Douce Nuit de Harald Müller, mise en scène Alain Alexis Barsacq, Théâtre de l'Atalante, théâtre des Mathurins puis Théâtre national de Strasbourg
- 1991 : Cœur ardent d'Alexandre Ostrovski, mise en scène Benno Besson, Théâtre national de Bretagne
- 1992 : Les Dimanches de Monsieur Riley de Tom Stoppard, mise en scène Georges Wilson, théâtre de l'Œuvre
- 1993 : Tailleur pour dames de Georges Feydeau, mise en scène Bernard Murat, théâtre de Paris
- 1994 : La Folle de Chaillot de Jean Giraudoux, mise en scène Jean-Luc Tardieu, Maison de la Culture de Loire-Atlantique Nantes
- 1996-1997 : Lapin Lapin de Coline Serreau, mise en scène Benno Besson, théâtre de la Porte-Saint-Martin, théâtre des Célestins et tournée
- 1998 : Il est important d'être fidèle d'Oscar Wilde, mise en scène Jean-Luc Tardieu, Maison de la Culture de Loire-Atlantique Nantes, Comédie des Champs-Élysées
- 1998 : Délicate Balance d'Edward Albee, mise en scène Bernard Murat, théâtre Antoine
- 2000: La Chatte sur un toit brûlant de Tennessee Williams, mise en scène Patrice Kerbrat, théâtre de la Renaissance
- 2000 : La Trilogie de la villégiature de Carlo Goldoni, mise en scène Christophe Lidon
- 2001 : La Jalousie de Sacha Guitry, mise en scène Bernard Murat, théâtre Édouard VII
- 2002 : État critique de Michel Lengliney, mise en scène Éric Civanyan, théâtre Fontaine
- 2004 : Grosse chaleur de Laurent Ruquier, mise en scène Patrice Leconte, théâtre de la Renaissance
- 2006 : Le Jardin de Brigitte Buc, mise en scène Jean Bouchaud, théâtre des Mathurins
- 2008 : La Tectonique des sentiments d'Éric-Emmanuel Schmitt, mise en scène de l'auteur, théâtre Marigny

### Au théâtre ce soir
- 1966 : La Grande Oreille de Pierre-Aristide Bréal, mise en scène Jacques Fabbri, réalisation Georges Folgoas, théâtre Marigny
- 1968 : Les Hussards de Pierre-Aristide Bréal, mise en scène Jacques Fabbri, réalisation Pierre Sabbagh, théâtre Marigny
- 1968 : Je veux voir Mioussov de Valentin Kataïev, mise en scène Jacques Fabbri, réalisation Pierre Sabbagh, théâtre Marigny
- 1969 : Les Suisses de Pierre-Aristide Bréal, mise en scène Jacques Fabbri, réalisation Pierre Sabbagh, théâtre Marigny
- 1970 : Les Joyeuses Commères de Windsor de William Shakespeare, mise en scène Jacques Fabbri, réalisation Pierre Sabbagh, théâtre Marigny
- 1970 : La Roulotte de Michel Duran, mise en scène Alfred Pasquali, réalisation Pierre Sabbagh, théâtre Marigny
- 1973 : Le Complexe de Philémon de Jean Bernard-Luc, mise en scène René Clermont, réalisation Georges Folgoas, théâtre Marigny
- 1974 : La Ligne de chance de Albert Husson, mise en scène Jacques Ardouin, réalisation Georges Folgoas, théâtre Marigny
- 1974 : La Grande Roue de Guillaume Hanoteau, mise en scène Jacques Mauclair, réalisation Georges Folgoas, théâtre Marigny
- 1975 : Trésor-party de Bernard Régnier, d'après le roman Money in the Bank (Valeurs en coffre) publié en 1946 par Wodehouse, mise en scène Jacques Ardouin, réalisation Pierre Sabbagh, théâtre Édouard VII
- 1975 : Les Derniers Outrages de Robert Beauvais, mise en scène Michel Roux, réalisation Pierre Sabbagh, théâtre Édouard VII
- 1977 : Nuit folle de Paul Gerbert, mise en scène Jacques Ardouin, réalisation Pierre Sabbagh, théâtre Marigny
- 1979 : Miss Mabel de Robert Cedric Sherriff, mise en scène René Clermont, réalisation Pierre Sabbagh, théâtre Marigny
- 1979 : La Route des Indes de Jacques Deval, mise en scène Robert Manuel, réalisation Pierre Sabbagh, théâtre Marigny
- 1979 : Le Canard à l'orange, mise en scène Pierre Mondy, réalisation André Flédérick
- 1980 : Feu Toupinel d'Alexandre Bisson, mise en scène Jacques Fabbri, réalisation Pierre Sabbagh, théâtre Marigny
- 1982 : La Maison de l'Estuaire de Marcel Dubois, mise en scène Jacques Ardouin, réalisation Pierre Sabbagh, théâtre Marigny
- 1984 : Les Hussards de Pierre-Aristide Bréal, mise en scène Jacques Fabbri, réalisation Pierre Sabbagh, théâtre Marigny

## Filmographie

### Cinéma
- 1956 : Les Truands de Carlo Rim
- 1964 : Les Pieds dans le plâtre de Jacques Fabbri et Pierre Lary
- 1969 : Hibernatus d'Édouard Molinaro : Mme Crépin-Jaujard
- 1971 : Le Petit Matin de Jean-Gabriel Albicocco
- 1971 : La Cavale de Michel Mitrani
- 1974 : La Gifle de Claude Pinoteau
- 1977 : Comme sur des roulettes de Nina Companeez
- 1977 : La Nuit de Saint-Germain-des-Prés de Bob Swaim
- 1978 : Passe ton bac d'abord de Maurice Pialat
- 1981 : Pour la peau d'un flic d'Alain Delon
- 1982 : Qu'est-ce qu'on attend pour être heureux ! de Coline Serreau
- 1982 : L'Homme blessé de Patrice Chéreau
- 1983 : Garçon ! de Claude Sautet
- 1983 : Une Américaine à Paris de Rick Rosenthal
- 1984 : La Septième Cible de Claude Pinoteau
- 1985 : Parking de Jacques Demy
- 1985 : La Baston de Jean-Claude Missiaen
- 1985 : Trois hommes et un couffin de Coline Serreau
- 1987 : Promis…juré ! de Jacques Monnet
- 1989 : L'Orchestre rouge de Jacques Rouffio
- 1991 : La Totale ! de Claude Zidi
- 1992 : La Crise de Coline Serreau
- 1992 : Germinal de Claude Berri
- 1995 : Les Trois Frères de Didier Bourdon et Bernard Campan : Geneviève Rougemont
- 1998 : Le Monde de Marty de Denis Bardiau
- 2000 : Mortel transfert de Jean-Jacques Beineix - rôle coupé au montage
- 2003 : 18 ans après de Coline Serreau
- 2003 : Vipère au poing de Philippe de Broca
- 2004 : Les Couilles de mon chat de Didier Bénureau (court-métrage)
- 2007 : Deux jours à tuer de Jean Becker
- 2009 : La Femme invisible d'Agathe Teyssier
- 2012 : Crimes en sourdine de Joël Chalude : Mme Garcia
- 2012 : Le Magasin des suicides de Patrice Leconte : la petite dame âgée / la petite dame 2 (voix)
- 2012 : La Clinique de l'amour d'Artus de Penguern

### Télévision

#### Téléfilms
- 1974 : L'Aquarium de René Lucot : Madame Viola
- 1979 : Azouk de Jean-Christophe Averty : Amélie
- 1984 : Emmenez-moi au théâtre : Croque Monsieur de Marcel Mithois
- 1985 : Vincente de Bernard Toublanc-Michel
- 1990 : Les Mouettes de Jean Chapot
- 1991 : Appelez-moi Tonton de Dominique Baron
- 1992 : Mademoiselle Fifi ou Histoire de rire, téléfilm de Claude Santelli : Mme Vatinel
- 1993 : La Dame de Lieudit de Philippe Monnier
- 2000 : L'Enfant de la honte de Claudio Tonetti :  Justine
- 2001 : Un cœur oublié de Philippe Monnier
- 2002 : T'as voulu voir la mer... de Christian Faure : Zélie
- 2010 : À vos caisses de Pierre Isoard : Gisèle
- 2013 : Les Mauvaises Têtes de Pierre Isoard : Suzanne

#### Séries télévisées
- 1960 : Les Cinq Dernières Minutes, épisode Au fil de l'histoire de Claude Loursais
- 1964 : Rocambole de Jean-Pierre Decourt : la comtesse russe (1re époque)
- 1967 : Signé Alouette de Jean Vernier
- 1967 : Saturnin Belloir de Jacques-Gérard Cornu
- 1968 : L'Homme du Picardie
- 1969 : Les Enquêtes du commissaire Maigret, épisode L'Ombre chinoise de René Lucot : la concierge
- 1971 : Schulmeister, espion de l'empereur de Jean-Pierre Decourt
- 1972 : Les Évasions célèbres, épisode Le Comte de Lavalette de Jean-Pierre Decourt : la comtesse Ferrand
- 1972 : Les Cinq Dernières Minutes, épisode Le diable l'emporte de [Claude Loursais
- 1972 : Les Enquêtes du commissaire Maigret, épisode Maigret en meublé de Claude Boissol : Madame Keller (comme Anick Alane)
- 1981 : Pause café de Serge Leroy : la professeur d'histoire
- 1981 : Julien Fontanes, magistrat, épisode La Dernière Haie de François Dupont-Midi
- 1987 : Maguy, épisode Talisman comme un arracheur de dents : Mme Tapitzer
- 1989 : Pause café, pause tendresse de Georges Coulonges : l'assistante-sociale
- 1989 : Douce France de Nino Monti
- 1994 : Maigret, épisode Cécile est morte de Denys de la Patellière
- 1998 : Le Comte de Monte-Cristo de Josée Dayan : la voisine du vieux Dantès
- 2004 : Louis la Brocante, épisode Louis et la Chorale : sœur Suzanne
- 2005 : La Bonne Copine de Nicolas Cuche : la mère de Juliette
- 2008 : Joséphine, ange gardien, épisode Police blues : Mme Heuchel

## Doublage

### Cinéma

#### Films
- 1979 : Yanks : la mère de Jean (Rachel Roberts)
- 1994 : Ace Ventura, détective chiens et chats  : Mme  inkle, la mère de Ray Finkle  (Alice Drummond)
- 1998 : À tout jamais, une histoire de Cendrillon : Louise (Matyelok Gibbs)

### Télévision

#### Séries télévisées
- 2004 : New York, section criminelle : Betty Bennett (Lois Smith)
- 2006 : Cold Case : Affaires classées : Rose (en 2005) (Piper Laurie)

## Distinctions

### Récompenses
- Molières 1994 : Molière de la comédienne dans un second rôle pour Tailleur pour dames
- Molières 2001 : Molière de la comédienne dans un second rôle pour La Chatte sur un toit brûlant

### Nominations
- Molières 1993 : Molière de la comédienne dans un second rôle pour Les Dimanches de Monsieur Riley
- Molières 2003 : Molière de la comédienne dans un second rôle pour État critique